# 松田宣浩
松田 宣浩（まつだ のぶひろ、1983年5月17日 - ）は、滋賀県草津市出身の元プロ野球選手（内野手）、野球解説者・野球評論家、コーチ。
妻はフリーアナウンサーの松田恵理。

## 経歴

### プロ入り前
元高校球児で滋賀県立守山高等学校が出場した第49回全国高等学校野球選手権大会のメンバーだった父のもと、1983年5月17日に滋賀県草津市で生まれた。双子の兄とともに草津市立老上小学校2年生の時に矢橋レモンズで軟式野球を始めた。草津市立老上中学校時代は栗東ボーイズに入り、硬式野球に転向した。
兄とともに中京高等学校に進学に伴い岐阜県で寮生活を送ることになり以降、故郷を離れる。在学中は主に「3番・遊撃手」で出場し、高校通算61本塁打を記録した。2年時に第82回全国高等学校野球選手権大会に出場も、対沖縄県立那覇高等学校戦で延長の末、自らの悪送球で決勝点を与え1対2で初戦敗退した（投手だった兄は、この試合で監督の方針で温存され出場せず）。なお、高校在学中に松田兄弟を視察した亜細亜大学硬式野球部監督の内田俊雄によれば「バッティングにしろ守備にしろ、しなやかさが足らずに硬いところがあった」宣浩より、兄の方が評判は良かったという。高校卒業後、宣浩は亜細亜大学へ進学、兄はトヨタ自動車野球部に所属（金子千尋と同期入社であり高卒での入社は、この2人のみ）し、初めて兄とは別のチームに所属することになる。
大学入学後は、先述の甲子園での悪送球を見ていた監督の内田に「そもそも細かなフットワークで美しい守備をするというよりは体力に任せたプレーが目立っていたので、守備で神経をすり減らすことなく負担が少ないサードを守った方が良いだろう」という判断で遊撃手から三塁手にコンバートされ、1年春（2002年）から4番を任され東都大学リーグ戦に出場し、同シーズンで3本塁打と力を見せた。同年は第1回世界大学野球選手権日本代表メンバーに選出されて5番を務め、3位に貢献した。
2003年も2年連続で第35回日米大学野球選手権大会日本代表メンバーに選出された。リーグ戦でも秋季だけでシーズン6本塁打を記録、井口忠仁（青山学院大学）が持つリーグ通算24本塁打の記録更新も期待されていた。しかし、3年時に部員の不祥事が発覚し、亜細亜大学は半年間の対外試合禁止の処分を受けた結果、リーグ戦と入替戦は不戦敗扱いとしてリーグ2部へ降格したため、松田が在籍中の1部復帰は不可能となり記録更新はならなかった。その後、亜細亜大学は主将に就任した松田を中心に2005年秋のリーグ2部で優勝し、1部へ復帰。1部リーグでは通算76試合出場、275打数62安打、打率.225、15本塁打、41打点でベストナインを1回獲得した。2部リーグでは通算10試合出場、37打数9安打、打率.243、4本塁打、10打点を残した。
2005年11月18日に行われた大学生・社会人ドラフト会議にて希望入団枠制度により選択され、12月2日に仮契約を行い福岡ソフトバンクホークスに入団。12月5日に入団会見を行い、背番号は「5」に決まった。

### ソフトバンク時代
ソフトバンクはチームの若返りを図る方針へ転換し、同年27本塁打を記録した正三塁手のトニー・バティスタとの契約を1年残して打ち切り、松田を江川智晃らと競わせるとし、二塁手へのコンバート案も挙げていた。
2006年は開幕一軍入りを果たすと、3月25日の開幕戦で先発出場。新人野手が一軍の開幕戦にスタメンで出場したのは、小久保裕紀以来チーム12年ぶりだった。同月28日の対西武ライオンズ戦で帆足和幸から初安打を記録する。4月22日には初の本塁打を打つが、6月15日に二軍落ちすると、そのままシーズンを終えた。
2007年は前年まで読売ジャイアンツに在籍していた小久保裕紀がチームに復帰したため、シーズン前半は出場機会がなかった。しかし二軍で打率.331、チームトップの9本塁打の好成績を残し、多くの故障者を抱えるチーム事情から6月に一軍に昇格し、そのまま一軍に定着。8月には月間打率3割を記録し、200に満たない打数で7本塁打と長打力の片鱗を見せた。
2008年は三塁手のレギュラーに定着。長期の離脱もなくシーズン通して活躍し、打率や本塁打など前年に比べ確実な成長を見せた。6月1日にマーク・クルーンがプロ野球記録となる球速162km/hを記録した時の打者でもある（結果は空振り三振）。9月29日の対東北楽天ゴールデンイーグルス戦では、初回に岩隈久志から本塁打。これは同シーズンに岩隈がパ・リーグの選手から打たれた唯一の本塁打となった。
2009年は秋山幸二新監督体制の目玉の一つとして3番打者に指名されていたが、開幕戦で一塁へ帰塁した際に右手甲を骨折し離脱。6月5日のセ・パ交流戦、広島東洋カープ戦で一軍に復帰し、勢いに乗るチームと共に活躍を見せたが、7月18日の千葉ロッテマリーンズ戦で唐川侑己から死球を受けて右手首を骨折。46試合の出場に終わった。
2010年4月18日の楽天戦で9回裏に田中将大からプロ入り初のサヨナラ打を打った。5月4日の対オリックス・バファローズ戦で山本省吾から自身初の満塁本塁打を打った。

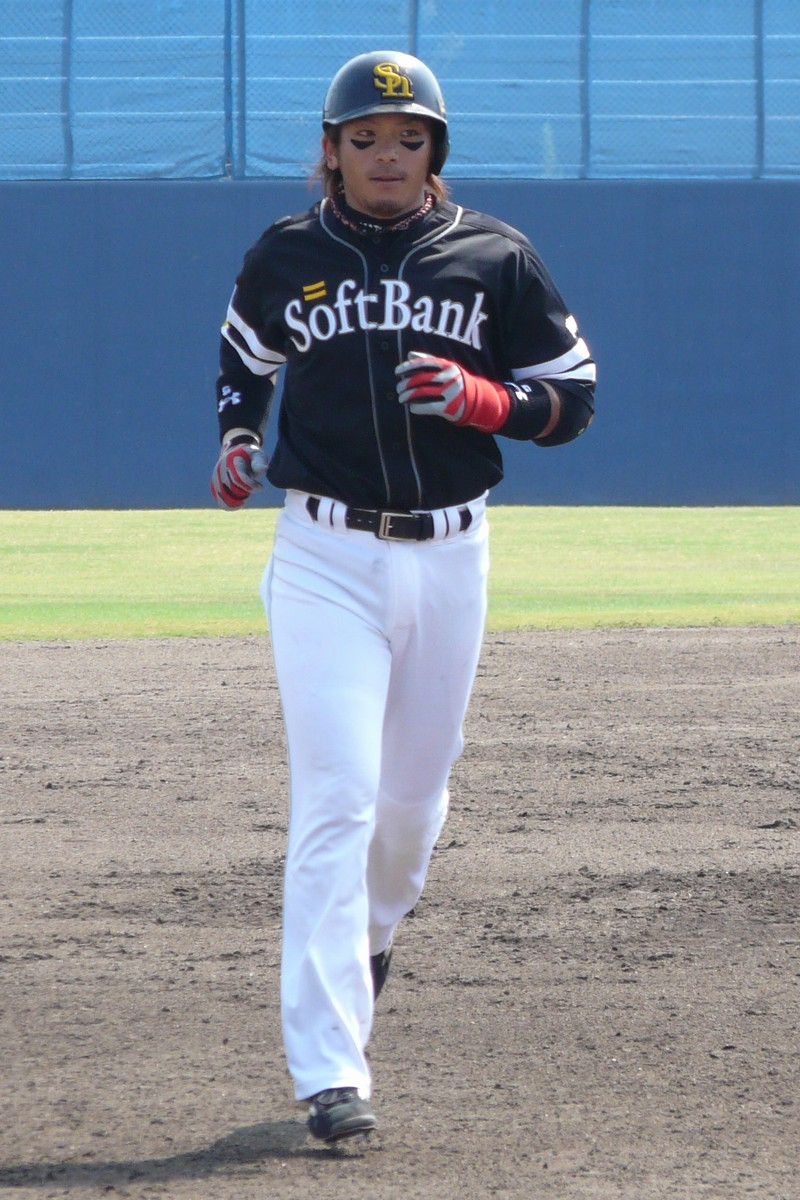
2009年9月5日 ナゴヤ球場にて

5月9日に左手首を骨折のため離脱したが、6月22日の対北海道日本ハムファイターズ戦で一軍に復帰。7月10日のロッテ戦では普段守らない左翼手として先発出場した。年間で打率こそ.255だったが、19本塁打、71打点、17盗塁と本塁打、打点、盗塁で自己最高の結果を残し、優勝に貢献した。
2011年4月17日の対埼玉西武ライオンズ戦で自身初のサヨナラ本塁打を含む2本塁打を、20日と21日には2試合連続の本塁打（21日はホセ・オーティズとの2者連続本塁打）を打った。4月はリーグ2位の4本塁打、同2位のOPS1.014を残した。7月22日から行われたマツダオールスターゲーム2011において、ファン投票で初選出された。その後も打撃は好調で、松中信彦、小久保、アレックス・カブレラが相次いで離脱した9月25日以降は最終戦まで4番を任された。結果的に自身初めて全試合にフルイニング出場し（他にチーム内では川﨑宗則・本多雄一も記録。1チーム3人の全試合フルイニング出場は2リーグ制以後、初の記録）、いずれも自己最高の打率.282、25本塁打、83打点、27盗塁、OPS.854を記録し、リーグ連覇に大きく貢献した。
西武と戦ったクライマックスシリーズファイナルステージでは、4番にはカブレラが座り松田は5番で出場、第2戦で決勝点となるソロ本塁打を打ったものの、全3戦で打った安打はこの本塁打1本だけで、13打席10打数1得点1安打1本塁打1打点2四球で打率.100と、レギュラーシーズンと比べると結果は良くなかった。プロ入り後初の出場となる日本シリーズでは、カブレラの不振により第1戦・第2戦では「4番・三塁手」としてフル出場したものの、この2試合で2安打無打点1盗塁と4番としての役目は果たせなかった。小久保と入れ替わる形で第3戦で5番に打順が下がるとすぐに1安打1打点と、以降第5戦までは5番、松中がDH先発出場した第6戦・第7戦では6番で出場して得点にからむ安打・犠打・盗塁および第5戦での押し出し死球での1打点などは出たものの、7戦通しての成績は28打席25打数2得点4安打2打点3盗塁1犠打1四球1死球5三振で打率.160に終わった。シーズンオフの12月1日におこなわれたプロ野球コンベンション2011においてゴールデングラブ賞を初受賞を果たした。
2012年は、一時、盗塁数がトップを記録するなど開幕から好調であったが、5月から本塁打数と盗塁数が減少し、徐々に失速。それでも中盤まで首位打者争いで上位につけるなど、高打率を維持し、7月20日からおこなわれたマツダオールスターゲーム2012において、2年連続2回目のファン投票での選出となった。しかし8月1日の楽天戦で美馬学から死球を受け、右第4中手骨骨折で全治3か月と診断される。骨折するまで9本塁打、56打点と好調だった。しかし、シーズン終盤の10月5日のオリックス戦から復帰した。シーズン通算では怪我もあって、95試合の出場、9本塁打に終わるも、打率は規定打席未到達ながら3割、盗塁数は16個を記録した。
2013年は、4月11日のオリックス戦ではサヨナラ本塁打を打った。シーズン序盤は打率が2割3分台まで下降するなど低調だったが、交流戦に入ると徐々に調子を上げ、チームの4番に定着。内川聖一、長谷川勇也らと強力なクリーンナップを形成し、6月13日のセ・パ交流戦、対東京ヤクルトスワローズ戦ではプロ初の1試合5安打を記録するなどチームの交流戦優勝の原動力となった。7月19日からおこなわれたマツダオールスターゲーム2013において、3年連続3回目のファン投票での選出となった。夏場以降は好不調の波が激しく、柳田悠岐が頭角を現したこともあり、6番を打つこともあったが、最終的にはフルイニング出場を果たし、2年ぶりの20本塁打、打率.279、キャリアハイとなる90打点でシーズンを終えた。同年2年ぶり2度目のゴールデングラブ賞を受賞した。
2014年から選手会長に就任。レギュラーシーズンでは、5月13日の対ロッテ戦（QVCマリンフィールド）で、涌井秀章からNPB公式戦通算9万5000本目の本塁打を打った。また、オールスターゲームのファン投票および選手間投票では、パシフィック・リーグの三塁手部門でいずれも1位を獲得している。しかし、7月2日の対千葉ロッテマリーンズ戦（福岡ヤフオク!ドーム）試合前練習中に、ノックの打球が右手人差し指を直撃。同日の試合には出場したが、翌3日に病院で診察を受け、右人差し指末節骨骨折で全治に6週間を要することが判明した。結局、3日付で出場選手登録抹消。2012年10月5日対オリックス戦からの公式戦連続フルイニング出場記録が218試合で止まった。また、7月4日には、球団を通じてオールスターゲーム出場の辞退を届け出（楽天の銀次が代替選手として出場）。結局、一軍復帰は8月26日の対北海道日本ハムファイターズ戦まで持ち越された。復帰後は、9月10日の同カードで、大学の先輩に当たる木佐貫洋から球団通算8,000号本塁打を記録。レギュラーシーズン最終戦であり、勝てばリーグ優勝という状況であった10月2日の対オリックス・バファローズ戦（福岡ヤフオク!ドーム）では、1対1で迎えた延長10回裏一死満塁の場面で比嘉幹貴から左中間へサヨナラ安打を打って、チームのパシフィック・リーグ優勝を決めた。この安打は、スカパー!が選ぶドラマティックサヨナラ賞で、同リーグの年間大賞に選ばれている。

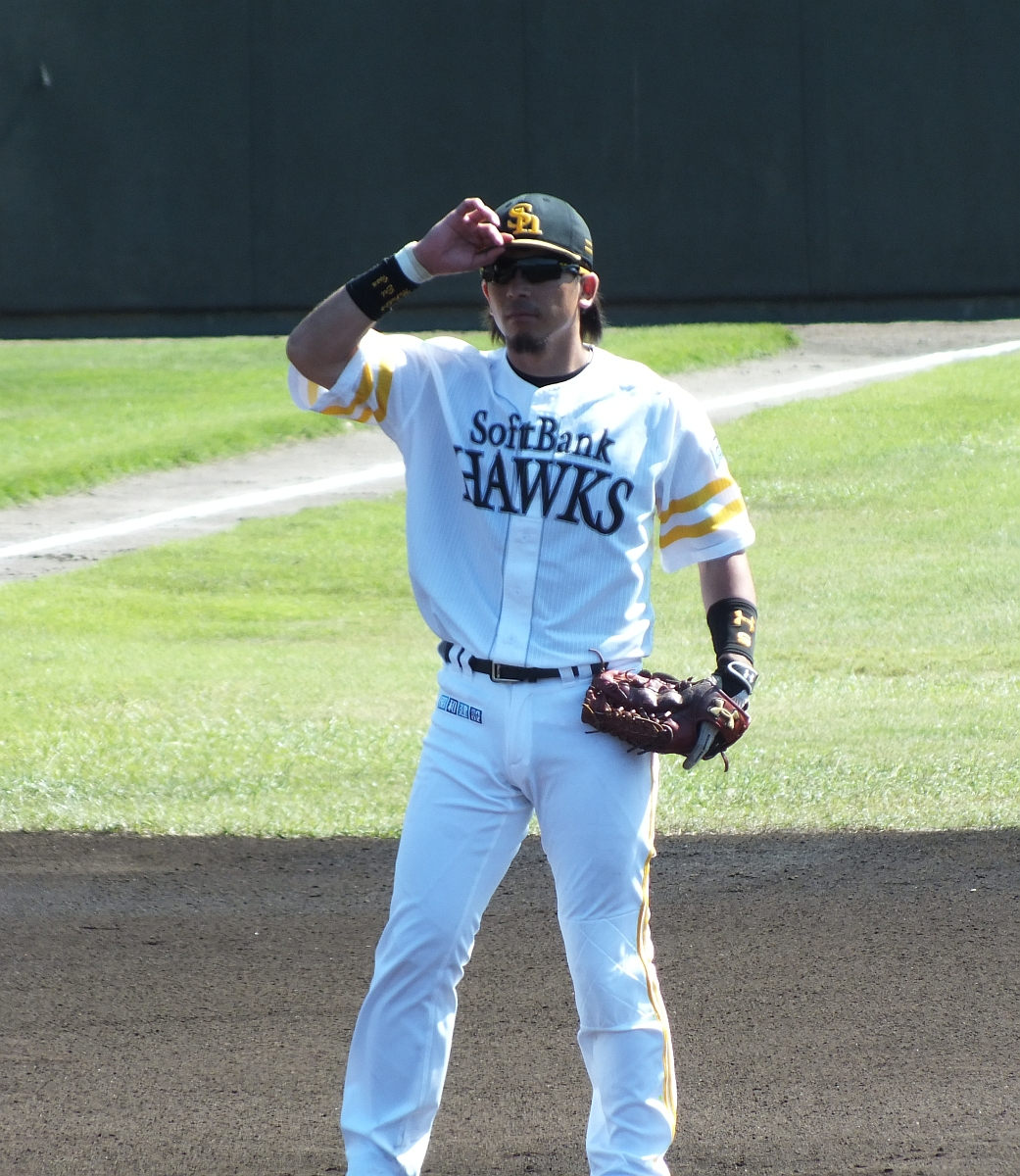
2012年

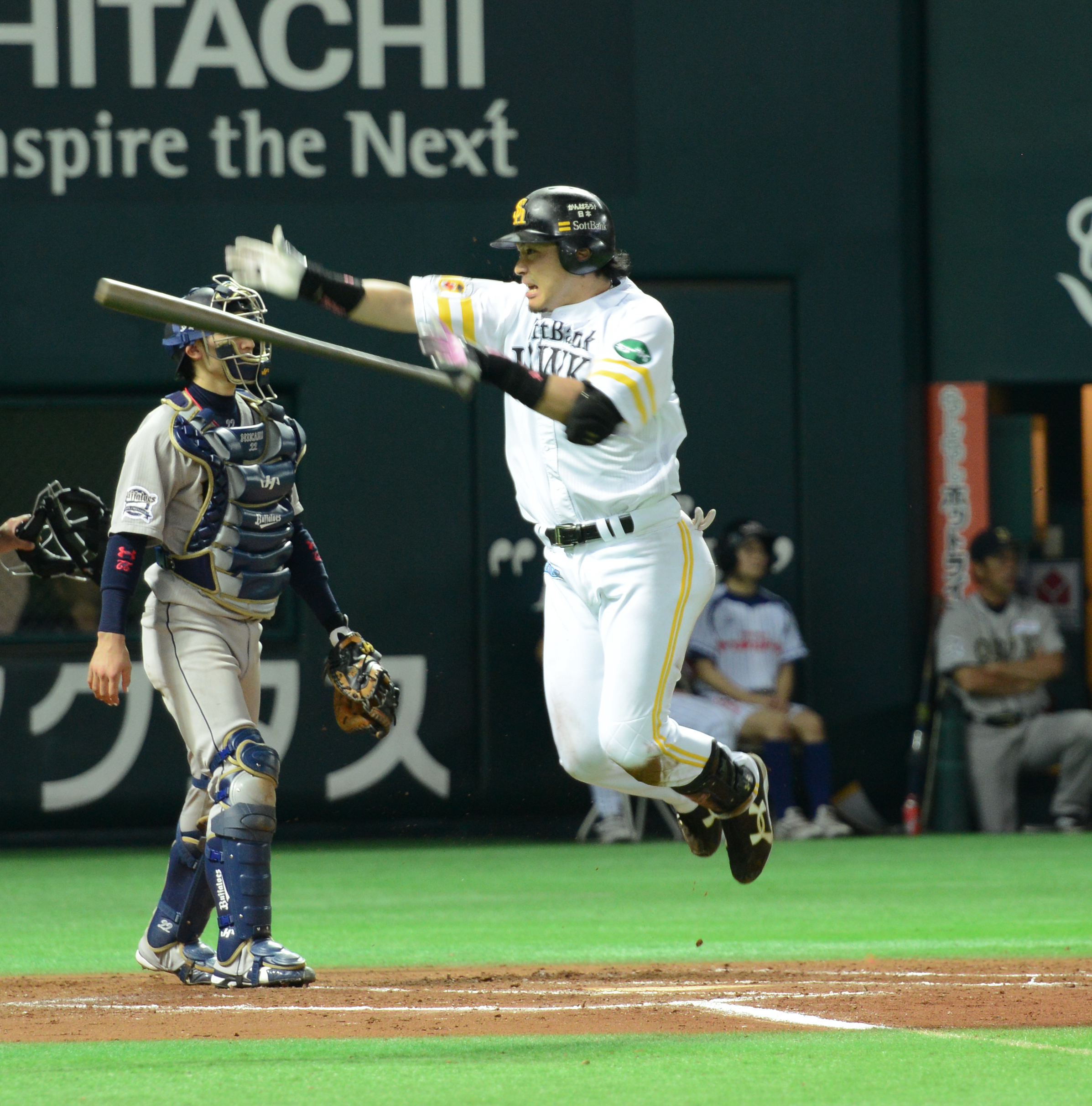
シーズン最終戦でリーグ優勝を決めるサヨナラ適時打を放った松田
（2014年10月2日、福岡ヤフオク!ドーム）

クライマックスシリーズ突破を経て臨んだ阪神タイガースとの日本シリーズでは、第3戦まで不振に陥っていた。しかし、10月29日の第4戦では先制2点打、翌30日の第5戦（いずれも福岡ヤフオク!ドーム）ではチームをシリーズ制覇に導く適時打を打っている。また、日本シリーズ後に開催された日米野球の日本代表に選出された。11月14日の第2戦（東京ドーム）では、MLB選抜に選ばれていた元チームメイトの和田毅（シカゴ・カブス）から、チームの大会第1号本塁打（ソロ本塁打）を打った。
2015年は主に6番打者として、シーズン序盤から好調を維持。6月9日のセ・パ交流戦、対阪神タイガース戦（福岡ヤフオク!ドーム）で公式戦通算1000安打を岩田稔からの2点本塁打で記録。7月5日の対オリックス・バファローズ戦（ほっともっとフィールド神戸）では公式戦では自身初の1イニング2安打、同月12日の対千葉ロッテマリーンズ戦（QVCマリンフィールド）では公式戦通算1000試合出場、8月11日の対オリックス・バファローズ戦（福岡ヤフオク!ドーム）では金子千尋から公式戦通算150本塁打を達成。最終的にはいずれも自己最多となる35本塁打・94打点を記録し、加えて2年ぶりにオールスターゲームにも出場した。レギュラーシーズンの延長戦ではNPB史上3人目（パシフィック・リーグタイ記録）となるシーズン3本のサヨナラ本塁打を記録している。チームの同リーグ連覇・クライマックスシリーズ突破を経て臨んだ東京ヤクルトスワローズとの日本シリーズでは、10月24日の第1戦（福岡ヤフオク!ドーム）で先制本塁打を記録。シリーズでは自身の初本塁打であった。本人曰く、このシーズンは「自分にとってとても自信になったシーズン」になったとのことである。
6月17日に海外FA権を取得したことを受けて、第1回WBSCプレミア12開催中の11月9日にこの権利の行使を宣言。行使の選択肢を「MLB球団への移籍」か「ソフトバンクへの残留」に絞った上で、MLB球団から松田獲得のオファーが出された場合には、同大会の終了後に交渉へ応じる意向を表明した。ソフトバンクでは、球団史上初めて、「宣言後の残留」を松田への特例として容認。11月11日には、NPBから海外フリーエージェント宣言選手として公示された。公示後はMLBの複数球団が松田の獲得への興味を示し、特にサンディエゴ・パドレスとは具体的な交渉へと進めることができたが、三塁以外に複数の守備位置を守るという球団からの条件提示に難色を示して破談に終わった（なお、「2年契約、総額4億円」の条件提示を水面下で受けていたという）。松田は王貞治ソフトバンク会長からの要請で残留を決断し、12月24日の記者会見で残留を表明。その際、「4年契約、総額16億円＋出来高」の契約を結んだ。
2016年は主に5番（64試合）および6番（72試合）で出場したが、7月には1番打者を7試合務めた機会があった（チームが28イニング連続で無得点に陥るなど不調の時期であることの起爆剤の意味合いがあったとのことである）。7月15日からおこなわれたマツダオールスターゲーム2016において、ファン投票での選出で2年連続5回目の出場を果たす。全試合に先発出場したが、打率.259、27本塁打、85打点と前年より数字を落とした。特に、8月10日の対オリックス戦では「あと1人」の場面で代走を出されて、これにより「全試合フルイニング出場」を逃すこととなってしまった。
クライマックスシリーズ・ファイナルシリーズでチームは日本ハムに敗退したが、球団最多タイの3本塁打を記録した。
12月22日、契約更改に臨み、複数年契約のため現状維持の4億円で更改。同時に、「サードといえば長嶋さん」と語り、背番号を「3」に変更することが発表された。
2017年は、「侍ジャパンの開幕戦から、日本シリーズの最後まで、全部出続けたいと思います。それができたら本当に最高の1年になりますね」と位置付けてキャンプインした。
WBC終了後の、レギュラーシーズンの開幕戦は7番で迎えた。しかし開幕から不振に苦しみ、シーズンの1号本塁打は、4月30日の対オリックス戦まで待つことになった（シーズンの105打席目だった）。6月27日の対日本ハム戦では史上101人目となる200号本塁打を達成。同打席では左翼ポール際への打球でビデオ判定が行われたもののファウルとなり、その直後の投球で同記録を達成。6月26日、マイナビオールスターゲーム2017にファン投票で選出され、2015年から連続で3度目の出場を果たす。9月8日の対ロッテ戦（ZOZOマリンスタジアム）おいて、2点本塁打を打ち、城島健司に並ぶ球団歴代5位の通算211本塁打を記録する。このシーズンでは、6月に1番（2試合）、4番（3試合）での起用があったり、7月下旬からは、内川聖一の負傷離脱の影響もあって、16試合連続で3番に起用され続けたりで、1番から7番のうち、2番を除く全打順で起用されたが、8月中旬からは6番での起用に落ち着いた。最終的には、全試合先発出場を達成し、打率.264、24本塁打、71打点の成績でチームの2年ぶりのリーグ優勝に貢献した。
楽天とのクライマックスシリーズでは、10月22日の第5戦に2点本塁打を打つなど活躍し、日本シリーズに進出する。横浜DeNAベイスターズとの日本シリーズでは、11月4日の第6戦で、先制ソロ本塁打を打ち、2年ぶりのチームの日本一奪還に貢献した。シーズンオフの11月9日、5年連続5度目のゴールデングラブ賞を受賞する。12月4日、福岡ヤフオク!ドーム内の球団事務所で契約更改交渉に臨み、4年契約の3年目となる来シーズンを現状維持の4億円プラス出来高（金額は推定）でサインした。
2018年は、シーズン途中に阪神タイガースから松田遼馬がトレードで加入したため、スコアボード上の表記が「松田宣」に変更されたが、本人の希望で8月3日の対オリックス・バファローズ戦から従来のものに戻った。6月1日、打撃不振を理由に4年ぶりにスタメン落ちする。工藤監督就任以降では初で、怪我以外での理由によるスタメン落ちは2009年以来だった。7月13日からおこなわれたマイナビオールスターゲーム2018において、ファン投票と選手間投票でも得票し、4年連続7回目の出場を果たす。シーズン後半になると徐々に調子を上げ、3年ぶりに30本塁打をクリアしたものの、打率は前半の不振も響き規定打席に到達したシーズンで初めて2割5分を下回った。11月26日、6年連続7度目のゴールデングラブ賞とプロ13年目で自身初となるベストナインを受賞した。12月18日、福岡ヤフオク!ドーム内の球団事務所で契約更改交渉に臨み、4年契約の4年目となる来シーズンを現状維持の4億円プラス出来高（金額は推定）でサインした。また、翌年から背番号を3から2016年まで着けていた5に変更することも発表された。
2019年は開幕戦で通算1500安打を本塁打で達成する。また、4月5日におこなわれた対千葉ロッテマリーンズ戦において1500試合出場を達成する。5月3日の対東北楽天戦において、史上63人目となる250号本塁打を記録。セ・パ交流戦では全18試合中15試合で安打を打ち、打率.348、23安打、7本塁打の成績で交流戦MVPを獲得する。7月12日からおこなわれたマイナビオールスターゲーム2019において、ファン投票と選手間投票でも得票し、5年連続8回目の出場を果たす。日本シリーズでは、4試合で打率.333(15打数5安打)、1本塁打、3打点の活躍で、チームは読売ジャイアンツに4戦全勝し日本一となる。自身もその活躍により日本シリーズ優秀選手賞を受賞した。これによりセ・リーグ全球団制覇を達成した。11月26日におこなわれたNPB AWARDS 2019において、7年連続8度目のゴールデングラブ賞を受賞した。
2020年1月23日に契約更改交渉し、2年9億円で更新した。新型コロナウイルス感染症の流行のため、無観客で開幕を迎えたこのシーズン、不振に陥り一時は打率.162・本塁打0の成績だったが、有観客となった初めての試合（7月10日・対楽天・福岡PayPayドーム）の初打席でシーズン初本塁打を打った。しかし、その後も打撃不振が続き、打率・OPSはともにパ・リーグ規定打席到達者の最下位に沈み、9月10日の楽天戦（楽天生命パーク）では2試合続けてスタメンを外れ、さらに試合終了まで出場機会がなかったため、2014年8月26日から続いていた連続試合出場が815試合で止まった。千葉ロッテマリーンズと対戦した2020 パーソル クライマックスシリーズ パでは、2戦目に中村晃に続いて2者連続本塁打を打ち、チームの日本シリーズ進出に貢献した。読売ジャイアンツとの日本シリーズでは、4試合で打率.133と揮わなかったが、第3戦のマット・ムーアのノーヒットピッチを助ける好守で貢献した。
2021年は初安打が開幕4試合目と出遅れたが、4月後半にはパ・リーグ規定打席到達者の打率10傑にも顔を出すほど調子を上げた。6月10日の対広島東洋カープ3回戦（福岡PayPayドーム）に三塁手で先発出場。これが1775試合目の出場となり、パ・リーグ新記録（歴代4位）を樹立した。打撃の調子を落としたため、スタメンを外れることも珍しくなくなった。そのような中で8月22日（対ロッテ・福岡PayPayドーム）に同点で迎えた8回二死一・二塁の場面で代打に起用され、決勝点となる2点適時二塁打を打った。代打での安打は自身12年ぶりだった。9月29日対西武戦において、浜屋将太から2点本塁打を放ち、史上44人目の通算300号本塁打を記録。2014年以来7年ぶりに規定打席に到達できず、打率も.234に終わった。12月21日に契約交渉に臨み、ソフトバンクでは2018年の和田毅に並んで球団史上最大の減俸幅となる3億円減の推定1億5000万円の単年契約で更新した。
2022年は7月29日に新型コロナウイルスの濃厚接触者疑いのため、特例2022で一軍登録を抹消されたが、検査では当初陰性だった。この後にウイルスの症状が出ている。9月28日にソフトバンクから翌年の契約を結ばないと発表され、10月1日のウエスタン・リーグ対中日ドランゴンズ戦がソフトバンク在籍最後の出場となり、試合後のセレモニーで挨拶を行った。43試合の出場に留まり、打率.204、7打点、本塁打はなかった。

### 巨人時代

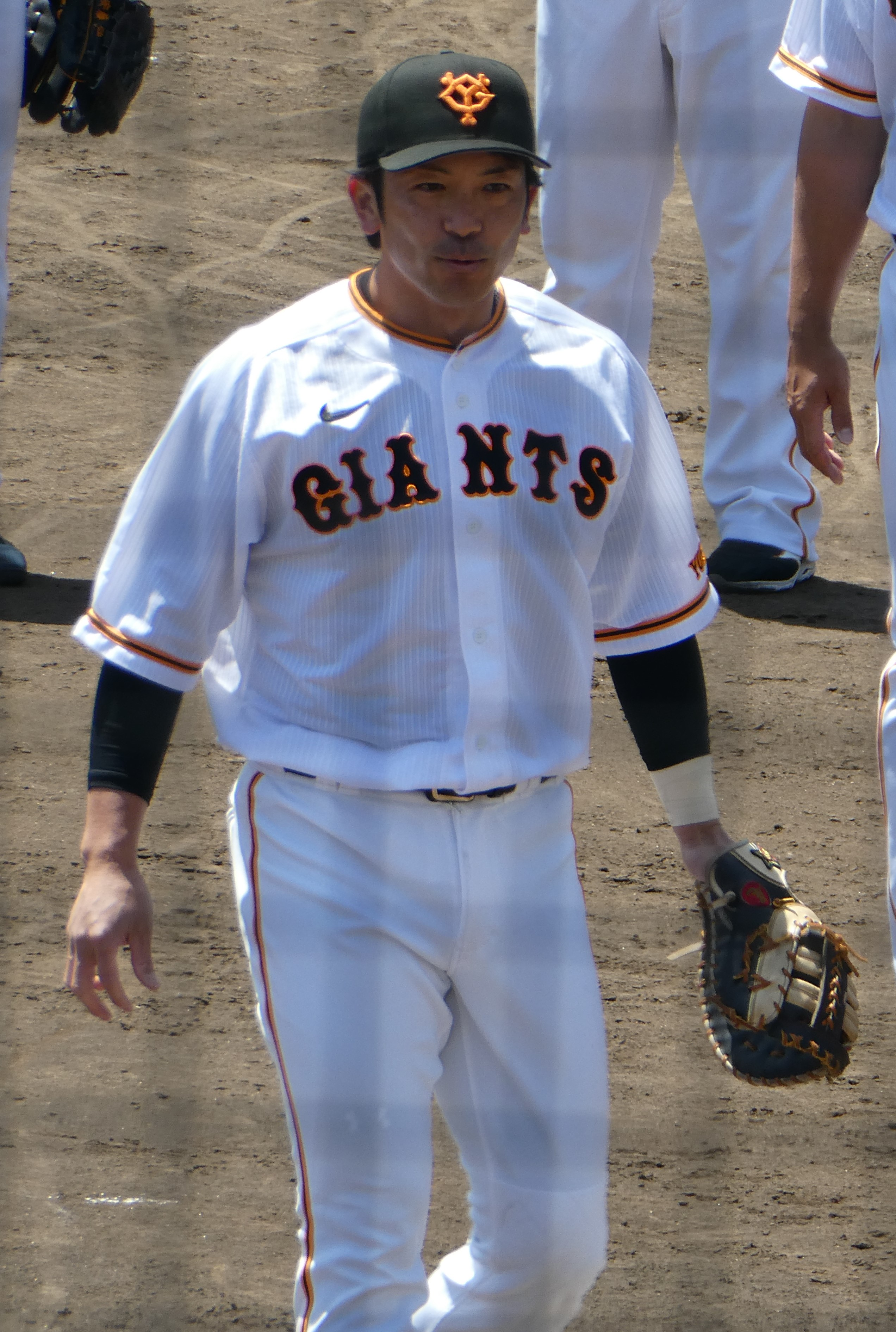
読売ジャイアンツ選手時代
（2023年5月2日 読売ジャイアンツ球場）

2022年11月11日、読売ジャイアンツが契約を結んだことを発表し、同月15日に入団記者会見を行った。背番号は23となった。
2023年、開幕を一軍で迎え、代打起用が続いていたが、4月9日対広島東洋カーブ戦で5回表二死走者なしの場面で投手赤星優志の代打として出場、三塁へボテボテの内野安打を放ちこれがシーズン初安打となり、そのまま二塁手として出場。しかしその後代打起用に応えられず、4月14日に登録抹消。8月29日に4か月半ぶりに出場選手登録され、8月31日、出身校・中京高校のある岐阜で開催された対広島東洋カープ戦ではシーズン初の先発出場を果たすも3打数無安打に終わり、9月1日、対横浜DeNAベイスターズ戦5回表に戸郷翔征の代打として起用され三振に終わり、翌2日に登録を抹消された。
9月28日、同年限りで現役を引退することを表明した。引退試合となる10月1日の対東京ヤクルトスワローズ戦（東京ドーム）にて「6番・三塁手」として先発出場し、2打数無安打で終わり、6回表が始まる前に守備位置に就いてから交代を告げられベンチに下がった。試合後、引退セレモニーが開かれ、小久保裕紀、工藤公康、秋山幸二、王貞治からのビデオレターが映し出され、ビデオレターが終わると松田の引退スピーチが始まり、東京ドームのファンと共に「熱男～!!」と合唱。最後はソフトバンク時代に背負っていた背番号の縁から5回胴上げされた。

### 現役引退後
2024年からは九州朝日放送・テレビ朝日・テレビ東京・ニッポン放送の野球解説者、スポーツニッポンの野球評論家を務め、同年からはアサデス。（九州朝日放送）に木曜日レギュラーとして出演する。同年12月に侍ジャパンの野手総合コーチに就任することが発表された。コーチとして着用する背番号は71。

## 代表経歴
2012年11月6日に「侍ジャパンマッチ2012「日本代表 VS キューバ代表」」の日本代表に選出された。12月4日には第3回ワールド・ベースボール・クラシック(WBC)の日本代表候補選手34人に選出されている。
2013年2月20日に第3回WBC日本代表選手28人に選出された。同大会では主に「9番・三塁手」として活躍。打率.333、5打点を記録し、準決勝進出に貢献した。
2015年シーズン開幕前の2月16日に「GLOBAL BASEBALL MATCH 2015 侍ジャパン 対 欧州代表」の日本代表に選出された。3月10日の第1戦に「6番 三塁手」で先発出場した。3月11日の第2戦には代打で途中起用され、ルーク・ゾマーから三振している。
2015年オフの11月に開催された第1回WBSCプレミア12の日本代表に選出された。同大会では1次ラウンド第4戦（11月14日）アメリカ合衆国戦で7回表二死満塁の打席で満塁本塁打を記録し、チームの決勝トーナメント進出に貢献した。
2016年シーズン開幕前の2月15日に「侍ジャパン強化試合 日本 vs チャイニーズタイペイ」の日本代表に選出された。オフの10月18日に「侍ジャパン 野球オランダ代表 野球メキシコ代表 強化試合」の日本代表に選出された。
2017年シーズン開幕前の3月に開催された第4回ワールド・ベースボール・クラシックの日本代表に選出された。侍ジャパンの小久保裕紀監督は2017年のWBCでキャプテンは置かないとしているが、チームのまとめ役に松田を指名している。試合の方は、本大会、日本代表最終打者となった。
2019年オフの11月に開催された第2回WBSCプレミア12の日本代表に選出された。

## 選手としての特徴
走攻守全てにおいてスピード感あるプレーが持ち味で、強肩を生かしたスローイングと三拍子揃ったプレーが魅力。球界を代表する三塁手の1人であり、三塁手として史上最多の通算8度のゴールデングラブ賞を受賞している。

### 打撃

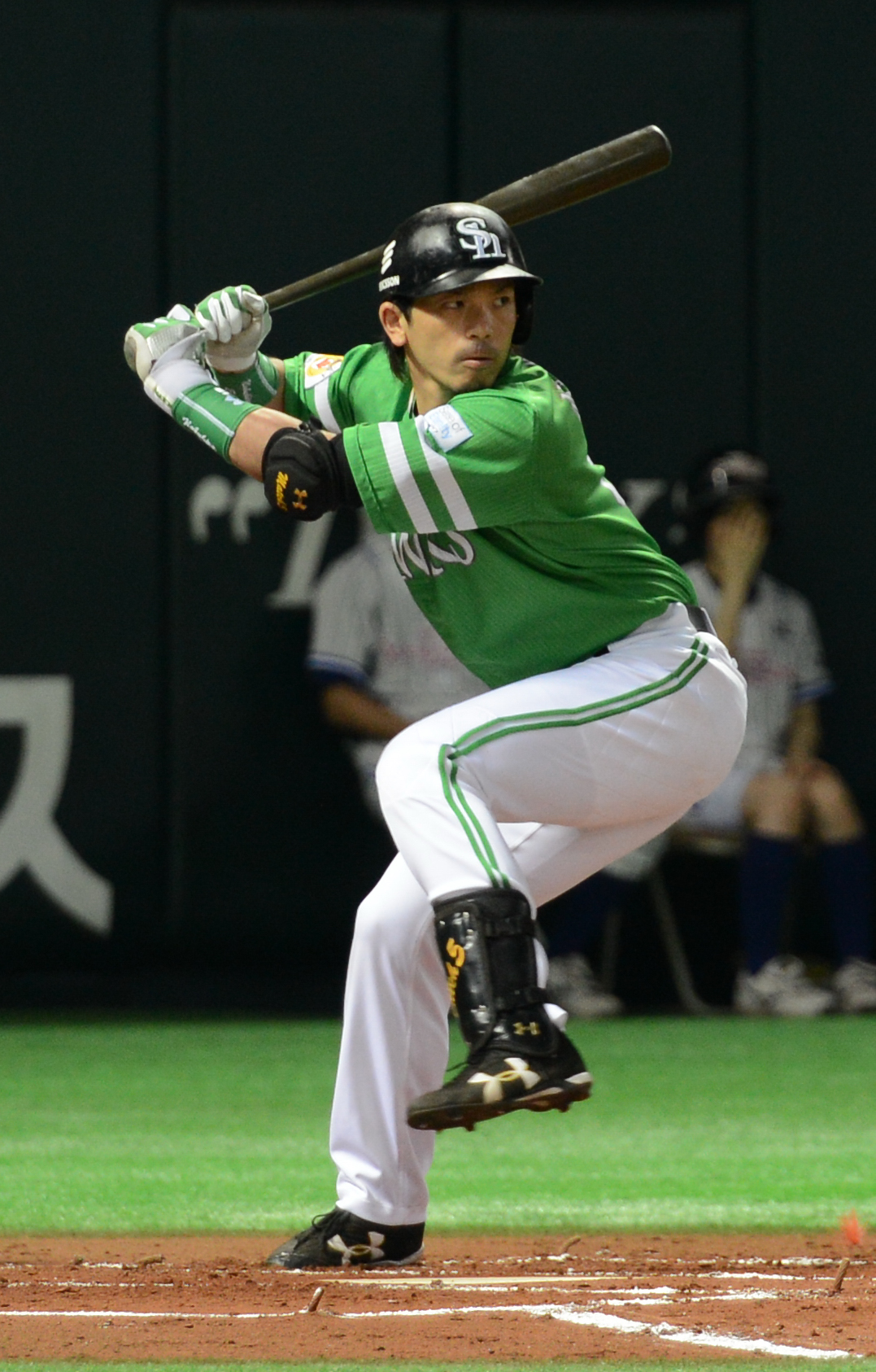
松田の打撃フォーム
（2012年7月16日、福岡Yahoo!Japan ドーム）

フルスイングを信条としており、打撃面での数値的特徴も、この打撃スタイルの影響が少なからず反映されている。
強靱なリストを生かした長打力を持ち味とし、かつてはリストの強さが諸刃の剣となり安定感に欠けていたが、打撃コーチの立花義家から指導を受け、さらにリストの強さを生かした体の近くでボールを捉える打撃が2011年から2012年に導入されていた飛ばないボール（基準違反統一球）に合い、多くの選手の本塁打数が減少した中、2011年には25本塁打を記録した。本人は「ボールを前でとらえて手をギュンと押し出す」というこの打撃を、金泰均の名前をもじった「前テギュン打法」と呼んでいる。
打席で2ストライクに追い込まれるまでは小指がグリップエンドに触れる位置でバットを握り、追い込まれてからは指2本分短く持ち直してミートを重視する打撃にも2011年から取り組んでいる。2012年には激減した三振の数が示すように打撃ではしぶとさと確実性が増した。一方で2009年には打率.185を記録するなど内角に弱い。
2014年まではライナー性の打球を持ち味としていたが、2015年には福岡ドームにホームランテラスが新設されたことで「常に外野フライを打つイメージ」とテラス対策に取り組んだ。自身初のシーズン30本塁打に到達し、最終的に35本塁打を打ったが、うち12本がテラスへの本塁打だった。
埼玉西武ライオンズの十亀剣を得意としており、通算打率は2018年5月9日時点で打率.618、7本塁打。特に2018年は開幕から3戦連続で本塁打を打った。

### 走塁・守備
50m走のタイムは6.1秒、遠投は110ｍを記録する高い身体能力を持つ。特に三塁到達までは11.59秒とトップスピードが速く、2008年には両リーグトップの三塁打を記録している。
守備では主に三塁手として起用されるが、一塁手で起用されたこともあり、2010年には左翼手に就いたことがある。三塁守備では2008年には17失策を記録するなど不安定さが目立っていたが、バントの処理を向上させた2010年以降には安定して得点換算とUZRで平均を上回る数値を残している。
三塁線の打球をたとえ倒れ込んで捕球しても起き上がってから十分にアウトにできる肩の強さが最大の武器。当初は守備に不安があったが「打球の予測や飛んでくる前の準備などの大事さを教わり、練習では取れない打球が試合で取れるようになった」と内野守備走塁コーチの鳥越裕介に感謝していた。
前述の通り、2019年シーズン終了時点で三塁手として通算8回のゴールデングラブ賞を受賞している。これは中村紀洋の7回を上回り、三塁手史上単独最多である。また、遊撃手の今宮健太と同時に2013年から5年連続で同賞を受賞したが、同一チームの三遊間のコンビが5年連続で同時受賞したのは両リーグ初である。
プロ入り前後は二塁手へのコンバート案が上がっていたが、このときは実現せずソフトバンク時代は実戦での守備経験はなかった。巨人移籍後の2023年に再度コンバート案が浮上し、4月9日の対広島東洋カーブ戦にて公式戦で初めて二塁の守備に就いた。

### その他
ネクストバッターズサークルで素振りをした後、右足で片足跳びを数回行うことをルーティンとし、「あれが僕の調子のバロメーターなんですよ。上半身と下半身、そして体の左右のバランスがバッチリな時は、ケンケンがキマるんです。体のバランスが悪い時はうまく力を逃がしてやれず、ケンケンができない。下半身がグチャッと崩れてしまう感覚になるんです」という。

## 人物
2008年10月、九州朝日放送の柴田恵理アナウンサーと結婚。長男は地元の野球チームに所属しており、福岡ソフトバンクホークスジュニアチームの最終選考2022に合格したことが公表された。
愛称は「マッチ」、「まばたきマッチ」。また、2015年シーズン以後は、「熱男」（あつお）が、松田の愛称の一つとして呼ばれるようになった（元来は、2015年、2016年のチームスローガンとして使われた言葉であった）。
大学時代は最上級生になるまで誰より先に日課をこなしてグラウンド整備も最後まで残り、活動停止期間も早朝練習を1日も欠かさなかったことなどから、亜細亜大学の桑原務部長は「背中で周りを引っ張るタイプ。今の時代、口だけの人が多いが、松田は率先して自分から行動を起こす。」とリーダーシップを評価していた。2006年2月当時の小川一夫スカウト部長は「他人に言われなくても、自分を追い込んで練習できる。」と述べた。
非常に練習が厳しいと知られる亜細亜大学野球部であるが、松田は2019年のインタビューで「よく、亜細亜の野球部は厳しいと言われますが、僕は厳しいって思ったことはないですね。人間的に成長させてもらいました。あの4年間が、今を作っている、頑張らせてくれていると思っています」と大学時代について前向きに捉えるコメントを残している。
2015年までのチームメイトだった松中信彦とは、家に招かれ会食するなど懇意な間柄で、例年オフにグアムで行う自主トレにもよく帯同していた。松中の引退後は、古澤勝吾（滋賀県出身としての後輩）、宮﨑祐樹（亜細亜大学の後輩）と共に、シーズンオフのグアムでの自主トレに取り組んでいた。その後は、『熱男塾』と称し宮崎市内で自主トレを行い、松田を慕う選手の参加が増え、宮﨑敏郎、佐野恵太、頓宮裕真ら首位打者を輩出。2023年に引退してからも現役選手たちの自主トレの面倒を見ている。
MLB球団への移籍については、2012年のシーズン終了後に、「日本人プレーヤーの待遇も（一時期とは）変わった。自分の評価を下げてまで行こうとは思わない。世界とはWBCでも戦える」と述べていた。2015年に海外FA権の行使を宣言した際には、ソフトバンク球団を通じて、「『短い野球人生。悔いのない決断をするために自分の評価が聞きたい』との思いから、あえて海外FA権を行使しようと決意した。メジャーでのプレーの可能性があるのかを探ってみたい」というコメントを出している。
2011年の終盤からヒーローインタビューを「1、2、3、マッチ！」という掛け声で締めることが恒例となっている。

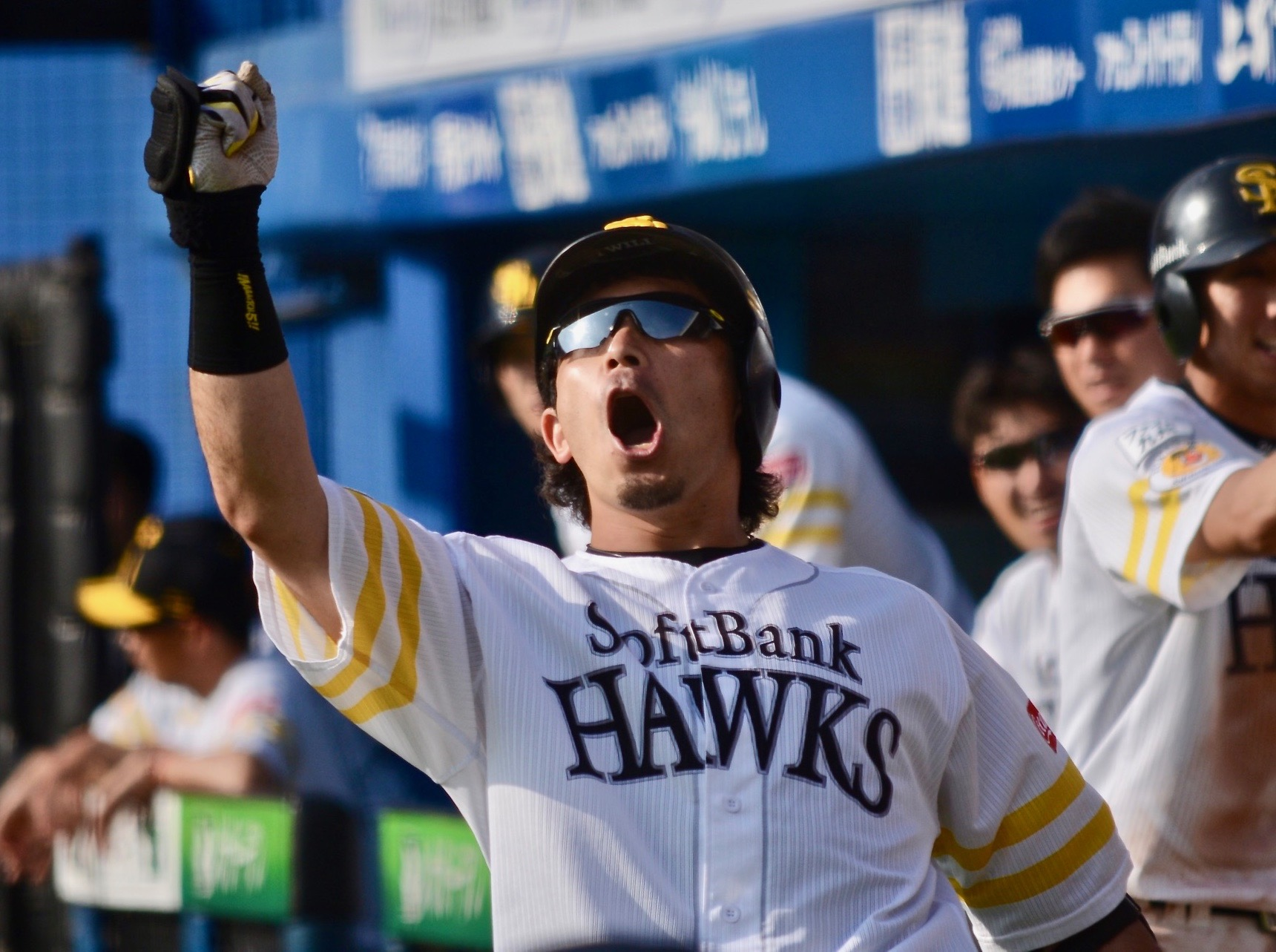
2016年5月29日、QVCマリンフィールドにて「熱男」のパフォーマンス

2015年と2016年は、本塁打を打つたびに、当時のスローガンであった「熱男〜!!」ポーズを披露することが恒例だった。当初は熱男ポーズを披露しなかったが、徐々に形成されていった。2017年は、スローガンが「1（ワン）ダホー!」に変更されたことに伴い、「1ダホー!」ポーズに変更することとなったが、「しっくりこなかった」とのことで、このポーズを披露したのは1回限りで、2号本塁打を打って以降は、これまで通りの「熱男～!!」ポーズに戻した。2020年シーズンは、新型コロナウイルス感染拡大の世相を鑑み、手を洗う動作を行ったあとに囁き声での「熱男～!!」というパフォーマンスに変更している。
本人曰く、「全試合フルイニング出場」に強いこだわりがあるとのことで、「僕の究極の目標であり続けている」と述べている。理由として、「打って走れて守れる（＝走攻守三拍子揃う）選手の証明であるから」とのことである。そのため、2016年シーズンにおいて、「あと1球」で代走を出されてフルイニング出場を逃したことは「とても悔しかった」とのことである。
2016年のシーズンオフに、背番号を「5」から「3」へと変更したが、本人曰く、下記のことを理由として述べている。
- 2015年のプレミア12における野球日本代表において、背番号「3」を着用したが、その際、もともと憧れの人物であった長嶋茂雄の背番号を実際に代表で着用できたことがとても嬉しくて、そして「かっこいい、所属チームでもいつか着用できれば」と思うようになったから[53]。
- （2016年に3連覇を逃したので）「王座奪還」への意気込みを示すため[53]。
- （2016年シーズンにおいて）わずか「1球」で「全試合フルイニング出場」を逃した悔しさから[53]。
- 個人として、キャリアハイを追い求め続ける思いを込めて[53]。
- チームも個人も成長し続けるために、チームリーダー役である自分自身にプレッシャーを掛けるため[53]。

先述のように、2016年シーズン以後、「熱男」が、自身の愛称の一つとして呼ばれるようになっているが、本人曰く、「『熱男』という愛称で呼んでもらうこと、あるいはそのように認識して頂けることがとても嬉しい。自分の中では野球選手をしていく上で本当にいい言葉をもらったと思っていて、本当に気に入っているんですよ」「熱い気持ちで野球ができなくなったら、ユニフォームを脱がないといけないな、と思っているんで。これを周りが評価してくれているから、松田宣浩って選手がいる」と述べており、「熱男」という愛称がとても気に入っているとのことである。
2022年11月の巨人入団会見では、実家では巨人戦がテレビ中継で放送されていたことで幼い頃から巨人ファンだったという。また、巨人から入団オファーをされた時に「ムードメーカーとしてではなくチームの戦力として一員になってほしい」という趣旨を伝えられ、松田本人もこのことを嬉しく思っており、「『熱男』というパフォーマンスは塁を一周して、その場の雰囲気によって自然と出るくらいが良いし、今はどこでも守れるように練習している」と語った。

## 詳細情報

### 年度別打撃成績
| 年 度      | 球 団        | 試 合 | 打 席 | 打 数 | 得 点 | 安 打 | 二 塁 打 | 三 塁 打 | 本 塁 打 | 塁 打 | 打 点 | 盗 塁 | 盗 塁 死 | 犠 打 | 犠 飛 | 四 球 | 敬 遠 | 死 球 | 三 振 | 併 殺 打 | 打 率 | 出 塁 率 | 長 打 率 | O P S |
| ---------- | ------------ | ----- | ----- | ----- | ----- | ----- | -------- | -------- | -------- | ----- | ----- | ----- | -------- | ----- | ----- | ----- | ----- | ----- | ----- | -------- | ----- | -------- | -------- | ----- |
| 2006       | ソフトバンク | 62    | 220   | 204   | 17    | 43    | 8        | 3        | 3        | 66    | 18    | 0     | 0        | 3     | 0     | 11    | 0     | 2     | 53    | 2        | .211  | .258     | .324     | .582  |
| 2007       | ソフトバンク | 74    | 221   | 193   | 28    | 49    | 13       | 2        | 7        | 87    | 22    | 3     | 0        | 6     | 2     | 17    | 0     | 3     | 35    | 5        | .254  | .321     | .451     | .772  |
| 2008       | ソフトバンク | 142   | 595   | 551   | 68    | 154   | 33       | 10       | 17       | 258   | 63    | 12    | 6        | 8     | 1     | 28    | 1     | 7     | 115   | 11       | .279  | .322     | .468     | .790  |
| 2009       | ソフトバンク | 46    | 175   | 160   | 21    | 45    | 13       | 2        | 8        | 86    | 24    | 1     | 0        | 7     | 0     | 7     | 0     | 1     | 32    | 1        | .281  | .315     | .538     | .853  |
| 2010       | ソフトバンク | 113   | 458   | 424   | 61    | 108   | 20       | 3        | 19       | 191   | 71    | 17    | 3        | 8     | 6     | 14    | 2     | 6     | 90    | 7        | .255  | .284     | .450     | .735  |
| 2011       | ソフトバンク | 144   | 582   | 525   | 77    | 148   | 31       | 7        | 25       | 268   | 83    | 27    | 9        | 3     | 3     | 41    | 3     | 10    | 128   | 11       | .282  | .344     | .510     | .854  |
| 2012       | ソフトバンク | 95    | 390   | 360   | 41    | 108   | 28       | 7        | 9        | 177   | 56    | 16    | 10       | 0     | 2     | 27    | 5     | 1     | 63    | 7        | .300  | .349     | .492     | .840  |
| 2013       | ソフトバンク | 144   | 626   | 584   | 86    | 163   | 26       | 5        | 20       | 259   | 90    | 13    | 7        | 2     | 7     | 27    | 1     | 6     | 124   | 11       | .279  | .314     | .443     | .758  |
| 2014       | ソフトバンク | 101   | 423   | 392   | 54    | 118   | 20       | 3        | 18       | 198   | 56    | 12    | 6        | 1     | 4     | 24    | 0     | 2     | 80    | 13       | .301  | .341     | .505     | .846  |
| 2015       | ソフトバンク | 143   | 603   | 533   | 91    | 153   | 22       | 2        | 35       | 284   | 94    | 8     | 10       | 0     | 8     | 60    | 3     | 2     | 135   | 17       | .287  | .357     | .533     | .889  |
| 2016       | ソフトバンク | 143   | 609   | 548   | 79    | 142   | 23       | 5        | 27       | 256   | 85    | 6     | 6        | 0     | 5     | 48    | 2     | 8     | 141   | 14       | .259  | .325     | .467     | .792  |
| 2017       | ソフトバンク | 143   | 577   | 531   | 64    | 140   | 19       | 6        | 24       | 243   | 71    | 5     | 2        | 0     | 2     | 43    | 2     | 1     | 128   | 16       | .264  | .319     | .458     | .777  |
| 2018       | ソフトバンク | 143   | 580   | 517   | 72    | 128   | 21       | 3        | 32       | 251   | 82    | 3     | 3        | 0     | 3     | 56    | 4     | 4     | 113   | 12       | .248  | .324     | .485     | .810  |
| 2019       | ソフトバンク | 143   | 576   | 534   | 64    | 139   | 25       | 2        | 30       | 258   | 76    | 5     | 3        | 2     | 4     | 33    | 4     | 3     | 115   | 14       | .260  | .305     | .483     | .788  |
| 2020       | ソフトバンク | 116   | 431   | 395   | 36    | 90    | 16       | 3        | 13       | 151   | 46    | 1     | 0        | 0     | 3     | 32    | 0     | 1     | 76    | 2        | .228  | .285     | .382     | .668  |
| 2021       | ソフトバンク | 115   | 390   | 354   | 30    | 83    | 13       | 3        | 14       | 144   | 47    | 5     | 0        | 3     | 4     | 27    | 1     | 2     | 67    | 10       | .234  | .289     | .407     | .696  |
| 2022       | ソフトバンク | 43    | 106   | 98    | 2     | 20    | 2        | 1        | 0        | 24    | 7     | 1     | 0        | 0     | 1     | 6     | 0     | 1     | 20    | 1        | .204  | .255     | .245     | .500  |
| 2023       | 巨人         | 12    | 17    | 16    | 0     | 1     | 0        | 0        | 0        | 1     | 0     | 0     | 0        | 1     | 0     | 0     | 0     | 0     | 5     | 0        | .063  | .063     | .063     | .125  |
| 通算：18年 | 通算：18年   | 1922  | 7579  | 6919  | 891   | 1832  | 333      | 67       | 301      | 3202  | 991   | 135   | 65       | 44    | 55    | 501   | 28    | 60    | 1520  | 154      | .265  | .318     | .463     | .780  |

- 各年度の太字はリーグ最高

### WBCでの打撃成績
| 年 度 | 代 表 | 試 合 | 打 席 | 打 数 | 得 点 | 安 打 | 二 塁 打 | 三 塁 打 | 本 塁 打 | 塁 打 | 打 点 | 盗 塁 | 盗 塁 死 | 犠 打 | 犠 飛 | 四 球 | 敬 遠 | 死 球 | 三 振 | 併 殺 打 | 打 率 | 出 塁 率 | 長 打 率 |
| ----- | ----- | ----- | ----- | ----- | ----- | ----- | -------- | -------- | -------- | ----- | ----- | ----- | -------- | ----- | ----- | ----- | ----- | ----- | ----- | -------- | ----- | -------- | -------- |
| 2013  | 日本  | 7     | 23    | 21    | 5     | 7     | 2        | 0        | 1        | 12    | 5     | 0     | 0        | 0     | 0     | 2     | 0     | 0     | 6     | 0        | .333  | .429     | .571     |
| 2017  | 日本  | 7     | 25    | 24    | 8     | 8     | 1        | 0        | 1        | 12    | 7     | 1     | 0        | 0     | 1     | 0     | 0     | 0     | 6     | 1        | .333  | .320     | .500     |

### WBSCプレミア12での打撃成績
| 年 度 | 代 表 | 試 合 | 打 席 | 打 数 | 得 点 | 安 打 | 二 塁 打 | 三 塁 打 | 本 塁 打 | 塁 打 | 打 点 | 盗 塁 | 盗 塁 死 | 犠 打 | 犠 飛 | 四 球 | 敬 遠 | 死 球 | 三 振 | 併 殺 打 | 打 率 | 出 塁 率 | 長 打 率 |
| ----- | ----- | ----- | ----- | ----- | ----- | ----- | -------- | -------- | -------- | ----- | ----- | ----- | -------- | ----- | ----- | ----- | ----- | ----- | ----- | -------- | ----- | -------- | -------- |
| 2015  | 日本  | 8     | 29    | 24    | 6     | 6     | 1        | 0        | 2        | 13    | 7     | 0     | 0        | 0     | 1     | 3     | 0     | 1     | 8     | 0        | .250  | .345     | .542     |
| 2019  | 日本  | 7     | 25    | 24    | 1     | 3     | 0        | 0        | 0        | 3     | 1     | 0     | 0        | 0     | 0     | 1     | 0     | 0     | 3     | 0        | .125  | .160     | .125     |

### 年度別守備成績
| 年 度 | 球 団        | 一塁  | 一塁  | 一塁  | 一塁  | 一塁  | 一塁     | 二塁  | 二塁  | 二塁  | 二塁  | 二塁  | 二塁     | 三塁  | 三塁  | 三塁  | 三塁  | 三塁  | 三塁     | 外野  | 外野  | 外野  | 外野  | 外野  | 外野     |
| 年 度 | 球 団        | 試 合 | 刺 殺 | 補 殺 | 失 策 | 併 殺 | 守 備 率 | 試 合 | 刺 殺 | 補 殺 | 失 策 | 併 殺 | 守 備 率 | 試 合 | 刺 殺 | 補 殺 | 失 策 | 併 殺 | 守 備 率 | 試 合 | 刺 殺 | 補 殺 | 失 策 | 併 殺 | 守 備 率 |
| ----- | ------------ | ----- | ----- | ----- | ----- | ----- | -------- | ----- | ----- | ----- | ----- | ----- | -------- | ----- | ----- | ----- | ----- | ----- | -------- | ----- | ----- | ----- | ----- | ----- | -------- |
| 2006  | ソフトバンク | -     | -     | -     | -     | -     | -        | -     | -     | -     | -     | -     | -        | 58    | 30    | 104   | 9     | 9     | .937     | -     | -     | -     | -     | -     | -        |
| 2007  | ソフトバンク | 22    | 170   | 11    | 1     | 14    | .995     | -     | -     | -     | -     | -     | -        | 47    | 17    | 81    | 4     | 7     | .961     | -     | -     | -     | -     | -     | -        |
| 2008  | ソフトバンク | -     | -     | -     | -     | -     | -        | -     | -     | -     | -     | -     | -        | 142   | 85    | 238   | 17    | 27    | .950     | -     | -     | -     | -     | -     | -        |
| 2009  | ソフトバンク | -     | -     | -     | -     | -     | -        | -     | -     | -     | -     | -     | -        | 45    | 27    | 66    | 5     | 6     | .949     | -     | -     | -     | -     | -     | -        |
| 2010  | ソフトバンク | 2     | 30    | 1     | 0     | 5     | 1.000    | -     | -     | -     | -     | -     | -        | 109   | 41    | 190   | 8     | 11    | .966     | 13    | 11    | 0     | 0     | 0     | 1.000    |
| 2011  | ソフトバンク | -     | -     | -     | -     | -     | -        | -     | -     | -     | -     | -     | -        | 144   | 97    | 296   | 13    | 26    | .968     | -     | -     | -     | -     | -     | -        |
| 2012  | ソフトバンク | -     | -     | -     | -     | -     | -        | -     | -     | -     | -     | -     | -        | 95    | 49    | 189   | 6     | 12    | .975     | -     | -     | -     | -     | -     | -        |
| 2013  | ソフトバンク | -     | -     | -     | -     | -     | -        | -     | -     | -     | -     | -     | -        | 144   | 76    | 269   | 11    | 20    | .969     | -     | -     | -     | -     | -     | -        |
| 2014  | ソフトバンク | -     | -     | -     | -     | -     | -        | -     | -     | -     | -     | -     | -        | 101   | 50    | 166   | 7     | 10    | .969     | -     | -     | -     | -     | -     | -        |
| 2015  | ソフトバンク | -     | -     | -     | -     | -     | -        | -     | -     | -     | -     | -     | -        | 143   | 76    | 256   | 8     | 19    | .976     | -     | -     | -     | -     | -     | -        |
| 2016  | ソフトバンク | -     | -     | -     | -     | -     | -        | -     | -     | -     | -     | -     | -        | 143   | 84    | 264   | 12    | 27    | .967     | -     | -     | -     | -     | -     | -        |
| 2017  | ソフトバンク | -     | -     | -     | -     | -     | -        | -     | -     | -     | -     | -     | -        | 143   | 83    | 210   | 10    | 19    | .967     | -     | -     | -     | -     | -     | -        |
| 2018  | ソフトバンク | -     | -     | -     | -     | -     | -        | -     | -     | -     | -     | -     | -        | 143   | 82    | 227   | 7     | 26    | .978     | -     | -     | -     | -     | -     | -        |
| 2019  | ソフトバンク | -     | -     | -     | -     | -     | -        | -     | -     | -     | -     | -     | -        | 143   | 101   | 207   | 12    | 16    | .963     | -     | -     | -     | -     | -     | -        |
| 2020  | ソフトバンク | -     | -     | -     | -     | -     | -        | -     | -     | -     | -     | -     | -        | 113   | 51    | 161   | 7     | 10    | .968     | -     | -     | -     | -     | -     | -        |
| 2021  | ソフトバンク | -     | -     | -     | -     | -     | -        | -     | -     | -     | -     | -     | -        | 108   | 72    | 140   | 9     | 7     | .959     | -     | -     | -     | -     | -     | -        |
| 2022  | ソフトバンク | 19    | 146   | 15    | 1     | 12    | .994     | -     | -     | -     | -     | -     | -        | 11    | 9     | 8     | 0     | 1     | 1.000    | -     | -     | -     | -     | -     | -        |
| 2023  | 巨人         | 1     | 10    | 0     | 0     | 1     | 1.000    | 1     | 0     | 0     | 1     | 0     | .000     | 1     | 0     | 1     | 0     | 0     | 1.000    | -     | -     | -     | -     | -     | -        |
| 通算  | 通算         | 44    | 356   | 27    | 2     | 32    | .995     | 1     | 0     | 0     | 1     | 0     | .000     | 1833  | 1030  | 3073  | 145   | 253   | .966     | 13    | 11    | 0     | 0     | 0     | 1.000    |

- 各年度の太字はリーグ最高
- 太字年はゴールデングラブ賞受賞

### 表彰
- ベストナイン：1回（三塁手部門：2018年）
- ゴールデングラブ賞：8回（三塁手部門：2011年、2013年 - 2019年） ※三塁手部門を7年連続、および8度受賞はいずれも歴代最長・最多
- スカパー! ドラマティック・サヨナラ賞年間大賞：2回（2011年、2014年）[注 6]
- 月間サヨナラ賞：2回（2013年3・4月、2015年3・4月）
- セ・パ交流戦最優秀選手賞（MVP）：1回（2019年）[168]
- 日本シリーズ優秀選手賞：1回（2019年）

その他の表彰
- ベスト・プラウド・ファーザー賞 in「プロ野球部門」（2013年）

### 記録
初記録
- 初出場・初先発出場：2006年3月25日、対千葉ロッテマリーンズ1回戦（福岡Yahoo! JAPANドーム）、「7番・三塁手」で先発出場
- 初打席：同上、2回裏に久保康友から一塁前犠打
- 初安打：2006年3月28日、対西武ライオンズ1回戦（福岡Yahoo! JAPANドーム）、3回裏に帆足和幸から左越二塁打
- 初打点：2006年4月5日、対北海道日本ハムファイターズ2回戦（東京ドーム）、7回表に武田久から三塁ゴロの間に記録
- 初本塁打：2006年4月22日、対オリックス・バファローズ5回戦（大阪ドーム）、7回表に松村豊司から左越2ラン
- 初盗塁：2007年9月7日、対オリックス・バファローズ19回戦（福岡Yahoo! JAPANドーム）、7回裏に二盗（投手：大久保勝信、捕手：前田大輔）

節目の記録
- 100本塁打：2013年8月1日、対オリックス・バファローズ14回戦（京セラドーム大阪）、8回表に近藤一樹から右越3ラン ※史上269人目
- 1000安打：2015年6月9日、対阪神タイガース1回戦（福岡ヤフオク!ドーム）、3回裏に岩田稔から左越2ラン ※史上280人目
- 150本塁打：2015年8月11日、対オリックス・バファローズ17回戦（福岡ヤフオク!ドーム）、2回裏に金子千尋から中越ソロ ※史上161人目
- 1000三振：2017年4月4日、対東北楽天ゴールデンイーグルス1回戦（koboパーク宮城）、2回裏に則本昂大から ※史上62人目
- 200本塁打：2017年6月27日、対北海道日本ハムファイターズ10回戦（福岡ヤフオク!ドーム）、4回裏に高梨裕稔から中越3ラン ※史上101人目[169]
- 1500安打：2019年3月29日、対埼玉西武ライオンズ1回戦（福岡ヤフオク!ドーム）、2回裏に多和田真三郎から右中間越ソロ ※史上125人目[170]
- 250本塁打：2019年5月3日、対東北楽天ゴールデンイーグルス6回戦（福岡ヤフオク!ドーム）、1回裏に釜田佳直から左中間越3ラン ※史上63人目[171]
- 300二塁打：2019年9月15日、対北海道日本ハムファイターズ22回戦（札幌ドーム）、2回表に杉浦稔大から左越二塁打 ※史上72人目
- 3000塁打：2020年10月11日、対千葉ロッテマリーンズ18回戦（福岡PayPayドーム）、4回裏に美馬学から左越本塁打 ※史上61人目
- 300本塁打：2021年9月29日、対埼玉西武ライオンズ22回戦（福岡PayPayドーム）、4回裏に浜屋将太から左越2ラン ※史上44人目[91]
- 1500三振：2022年4月16日、対東北楽天ゴールデンイーグルス2回戦（北九州市民球場）、9回裏に松井裕樹から空振り三振 ※史上14人目[172]

その他の記録
- サヨナラ振り逃げ：2014年5月6日、対北海道日本ハムファイターズ7回戦（福岡 ヤフオク!ドーム）、9回裏に増井浩俊から ※史上2人目
- 日本プロ野球通算95000号本塁打：2014年5月13日、対千葉ロッテマリーンズ7回戦（QVCマリンフィールド）、2回表に涌井秀章から中越2ラン[173]
- 815試合連続出場：2014年8月26日 - 2020年9月10日 ※球団歴代2位
- 三塁手として1821試合出場 ※パ・リーグ記録、歴代3位[89]（2021年度シーズン終了時）
- クライマックスシリーズ通算55試合出場 ※歴代1位、1973 - 1982年および2004 - 2006年に行われていたプレーオフでの成績を含めても通算1位
- クライマックスシリーズ通算25得点 ※坂本勇人と並び歴代1位タイ、1973 - 1982年および2004 - 2006年に行われていたプレーオフでの成績を含めても通算1位タイ
- オールスターゲーム出場：9回（2011年、2012年、2013年、2015年、2016年、2017年、2018年、2019年、2021年） ※2014年はファン投票選出されるも出場辞退

### 背番号
- 5（2006年 - 2016年、2019年 - 2022年、2013年WBC）
- 3（2017年 - 2018年、2015年WBSCプレミア12、2017年WBC）
- 23（2023年[98]）
- 7（2019年WBSCプレミア12）
- 71（2025年[113] - 、侍ジャパンコーチ）

### 登場曲
- 「Butterfly」倖田來未（2006年）
- 「愛唄」GReeeeN（2007年 - 2008年）
- 「弾丸ファイター」SMAP（2008年）
- 「Wild In The Streets」Bon Jovi（2009年）
- 「Believe」嵐（2009年）
- 「artman」Kra（2009年）
- 「Troublemaker」嵐（2010年 - 2011年）
- 「ギンギラギンにさりげなく」近藤真彦（2011年、2015年 - ）
- 「ジャンピン」KARA（2011年）
- 「GOOD LICKY!!!!!」グッキー（2011年）
- 「Gee」少女時代（2011年）
- 「MR.TAXI」少女時代（2011年）
- 「Rising Sun」EXILE（2011年）
- 「ミセナイナミダハ、きっといつか」GReeeeN（2012年）
- 「DIAMOND」KAT-TUN（2012年）
- 「やさしくなりたい」斉藤和義（2012年 - 2013年）
- 「女々しくて」ゴールデンボンバー（2012年 - 2013年）
- 「江南スタイル」PSY（2013年）
- 「Breathless」嵐（2013年）
- 「Turn Me On feat. Nicki Minaj」David Guetta（2013年）
- 「海の家」TUBE（2013年、2021年）
- 「あー夏休み」TUBE（2013年）
- 「LOVE PHANTOM」B'z（2013年）
- 「裸足の女神」B'z（2013年）
- 「ミュージック・アワー」ポルノグラフィティ（2014年）
- 「アポロ」ポルノグラフィティ（2014年）
- 「Let It Go〜ありのままで〜」May J.（2014年）
- 「GUTS!」嵐（2014年、2019年）
- 「オモイダマ」関ジャニ∞（2014年、2021年）
- 「ゲラゲラポーのうた」キング・クリームソーダ（2014年）
- 「ダン・ダン ドゥビ・ズバー!」Dream5+ブリー隊長（2014年）
- 「Dragon Night」SEKAI NO OWARI（2015年）
- 「キング オブ 男!」関ジャニ∞（2015年、2021年）
- 「ultra soul」B'z（2015年 - 2023年）
- 「三十路少年」関ジャニ∞（2015年 - 2016年、2019年）
- 「熱男 ～too Match～」ビーグルクルー（2016年、2018年、2020年 - 2021年）
- 「Danza Kuduro feat. Lucenzo」Don Omar（2016年）
- 「Ki・mi・ni・mu・chu」EXILE（2016年）
- 「HOMARE」Ryo（2016年）
- 「前前前世」RADWIMPS（2016年）
- 「恋」星野源（2017年）
- 「やってみよう」WANIMA（2018年）
- 「ダンシング・ヒーロー」荻野目洋子（2018年）
- 「男の勲章」島大輔（2019年）
- 「Beautiful Now feat. Jon Bellion」Zedd（2019年）
- 「U.S.A.」DA PUMP（2019年）
- 「マリーゴールド」あいみょん（2019年）
- 「パプリカ」Foorin（2019年 - 2020年）
- 「P.A.R.T.Y. 〜ユニバース・フェスティバル〜」DA PUMP（2020年）
- 「バケバケNight!」DA PUMP（2020年）
- 「チュワパネ!」Girls2（2020年）
- 「夢」HIKAKIN & SEIKIN（2020年）
- 「白日」King Gnu（2020年）
- 「無責任ヒーロー」関ジャニ∞（2021年）
- 「カイト」嵐（2021年）
- 「Step and a step」NiziU（2021年）
- 「夜に駆ける」YOASOBI（2021年）
- 「きらり」藤井風（2021年）
- 「残響散歌」Aimer（2022年）
- 「阿修羅ちゃん」Ado（2022年）

### 代表歴
- 2013 ワールド・ベースボール・クラシック日本代表
- 2015 WBSCプレミア12 日本代表
- 2017 ワールド・ベースボール・クラシック日本代表
- 2019 WBSCプレミア12 日本代表

## 関連情報

### 著書
- 松田宣浩 メッセージBOOK マッチアップ（2013年10月、廣済堂）
- 燃えつきるまで: 松田宣浩自叙伝（2024年11月28日、小学館）

### 出演
- 松田宣浩の「熱男ゴルフ」（スカパー! ・スポーツライブ+ほか）
- アサデス。KBC（KBC、2024年～。毎週木曜日出演）
- ロクいち!福岡（NHK福岡、2024年4月1日～。毎月月曜日出演）
- KICK OFF! FUKUOKA MC（テレビ西日本、2024年4月6日～）
- 松田宣浩の熱男ベリーマッチ（KBCラジオ、2024年4月2日〜。毎週火曜日〜金曜日放送）

#### CM・広告
- ACジャパン「川崎選手、キーパーになる」で、川﨑宗則、山崎勝己、大場翔太と共演（2008年、九州限定）。
- ピザクック（2012年 - 2022年、2024年 - ）
- キリンビール「淡麗極上〈生〉」（2017年）